# Protomicarea
Protomicarea är ett släkte av lavar. Protomicarea ingår i familjen Psoraceae, ordningen Lecanorales, klassen Lecanoromycetes, divisionen sporsäcksvampar och riket svampar.
|              | Psora                                 |
|              |                                       |
| Protomicarea | \| \| Protomicarea limosa \| \| \| \| |
|              | \| \| Protomicarea limosa \| \| \| \| |
|              | Protoblastenia                        |
|              |                                       |
|              | Eremastrella                          |
|              |                                       |
|              | Protomicarea limosa                   |
|              |                                       |

|  | Protomicarea limosa |
|  |                     |